# Jean-Claude Juncker
Jean-Claude Juncker (/ʒ̊ɑ̃ːkloːd ˈjʊŋ.kɐ/; 9 tháng 12 năm 1954) là chính trị gia Luxembourg, thủ tướng thứ 23 từ ngày 20 tháng 1 năm 1995 đến ngày 11 tháng 7 năm 2013. Ông từ chức vì vụ bê bối nghe lén của cơ quan mật vụ nước này.
Ông được các nhà lãnh đạo Liên minh châu Âu (EU) đề cử vào chức Chủ tịch Ủy ban Châu Âu EC tại hội nghị thượng đỉnh ở Brussels (Bỉ) ngày 27/6/2014 và đã được Nghị viện châu Âu phê chuẩn ngày 15/7/2014. Sau cuộc bầu cử Nghị viện Châu Âu năm 2019, ông chuẩn bị kết thúc nhiệm kì khi Chủ tịch mới được phê chuẩn.